# Anaxagorea petiolata
Anaxagorea petiolata är en kirimojaväxtart som beskrevs av Robert Elias Fries. Anaxagorea petiolata ingår i släktet Anaxagorea och familjen kirimojaväxter. Inga underarter finns listade i Catalogue of Life.